# Phyllocnema petalophora
Phyllocnema petalophora là một loài bọ cánh cứng trong họ Cerambycidae.